# 장호리 (독립운동가)
장호리(張浩利, 1895년 7월 12일~1971년 2월 19일)는 대한민국의 독립운동가이다.
경기도 가평군 출신으로, 1919년 3월 15일과 16일에 이윤석·정흥교·장기영 등이 지도한 가평 일대의 독립만세시위에 참여하였다.

## 참여 활동
1919년 3월 14일, 서울에서 우편을 통해 독립선언서를 받은 정흥교가 이윤석 등과 만나 만세시위 계획을 준비했고, 다음날인 3월 15일 오전 9시 북면 면사무소 앞에서 독립만세시위를 계획하게 되었다.
3월 15일 장호리는 북면 면사무소 앞에서 수백 명의 시위군중과 함께, 10여 개의 태극기를 앞세우고 가평군청으로 행진하여 독립만세를 외치고 학교와 면사무소로 시위행진 하였다. 이 때 긴급 출동한 일본 헌병이 주동자 이윤석과 정흥교 등 10여 명을 헌병대 분견소로 강제 연행하였다.
다음날인 3월 16일에도 체포된 동지들을 석방시키기 위하여 이른 아침부터 200여 명의 시위군중이 다시 서낭당 고개에 모였다.
이 날 장호리도 다시 참여하여 장기영과 선두에 서서 시위군중을 지휘하여 분견소로 행진하던 중, 긴급 출동한 헌병 2명과 보조원 4명의 제지를 받았다. 이 때 장기영이 헌병과 승강이를 벌였는데, 헌병은 공포를 쏘아대며 응원병을 요청하였으며, 이어 대대적인 검거작업을 벌였다. 
장호리는 결국 체포되어, 1919년 9월 25일 고등법원에서 소위 보안법 위반 및 소요 혐의로 징역 1년형을 선고받아 복역하였다.

## 상훈
- 1983년 대한민국 대통령표창
- 1990년 대한민국 건국훈장 애족장